# هليلج دويري
هليلج دويري (الاسم العلمي:Terminalia orbicularis) هو نوع من النباتات يتبع جنس الهليلج من الفصيلة القمبريطية.